# Třída Argonaute (1929)
Třída Argonaute byla třída ponorek francouzského námořnictva. Celkem bylo postaveno pět jednotek této třídy. Francouzské námořnictvo je provozovalo v letech 1932–1946. Za druhé světové války byla jedna ztracena.

## Pozadí vzniku
Celkem bylo postaveno pět jednotek této třídy. První dvě byly objednány v rámci programu pro rok 1926, jedna v programu pro rok 1927 a dvě v programu pro rok 1929. Všechny postavila loděnice Schneider v Chalon-sur-Saône. Do služby byly přijaty v letech 1932–1935.
Jednotky třídy Argonaute:
| Jméno             | Založení kýlu | Spuštěn         | Vstup do služby | Osud |
| ----------------- | ------------- | --------------- | --------------- | --- |
| Argonaute (NN6)   | 1928          | 25. května 1929 | červen 1932     | V letech 1940–1942 podřízena vládě ve Vichy. Dne 8. listopadu 1942 při operaci Torch poblíž Oranu potopena britskými torpédoborci HMS Ashanti a HMS Westcott. |
| Aréthuse (NN7)    | 1928          | 8. srpna 1929   | červenec 1933   | V letech 1940–1942 podřízena vládě ve Vichy. Od prosince 1942 součást sil Svobodných Francouzů. Od roku 1944 v rezervě. Vyřazena 1946.                        |
| Atalante (Q162)   | 1929          | 5. srpna 1930   | září 1934       | V letech 1940–1942 podřízena vládě ve Vichy. Od prosince 1942 součást sil Svobodných Francouzů. Od roku 1944 v rezervě. Vyřazena 1946.                        |
| La Vestale (Q176) | 1930          | 25. května 1932 | srpen 1934      | V letech 1940–1942 podřízena vládě ve Vichy. Od prosince 1942 součást sil Svobodných Francouzů. Od roku 1944 v rezervě. Vyřazena 1946.                        |
| La Sultane (Q177) | 1930          | 5. srpna 1932   | květen 1935     | V letech 1940–1942 podřízena vládě ve Vichy. Od prosince 1942 součást sil Svobodných Francouzů. Vyřazena 1946.                                                |

## Konstrukce
Ponorky měly dvoutrupou koncepci. Tři 550mm torpédomety byly příďové uvnitř tlakového trupu, dva 550mm torpédomety byly externí otočné a poslední šestý 550mm torpédomet pevný externí na zádi. Celkem bylo neseno sedm torpéda této ráže. Dále nesly dva externí 400mm torpédomety bez možnosti přebití. Hlavňovou výzbroj tvořil jeden 75mm kanón a jeden 8,8mm kulomety. Pohonný systém tvořily dva diesely Schneider-Carel o výkonu 1300 bhp a dva elektromotory o výkonu 1000 bhp, pohánějící dva lodní šrouby. Nejvyšší rychlost dosahovala čtrnáct uzlů na hladině a devět uzlů pod hladinou. Dosah byl 4000 námořních mil při rychlosti deset uzlů na hladině (nebo 2500 námořních mil při rychlosti třináct uzlů) a 82 námořních mil při rychlosti pěti uzlů pod hladinou. Operační hloubka ponoru dosahovala 80 metrů.

### Modifikace
V letech 1943–1944 na přeživších ponorkách kulomet nahradil protiletadlový 20mm kanón Oerlikon.